# Meka medoglavka
Meka medoglavka (srebrena pilica, vunasta medoglavka, lat. Jurinea mollis), ime je za trajnu biljku iz porodice glavočike (Compositae ili Asteraceae). Meka medoglavka jedina je vrsta iz roda medoglavki u hrvatskoj flori.

## Opis
Stabljika može narasti u visinu od 30 do 70 cm. Donji dio lista je bjelkaste boje. Cvate od svibnja do srpnja.

## Etimologija
Ime roda Jurinea dolazi po švicarskom prirodoslovcu Louisu Jurineu. 

## Podvrste
- Jurinea mollis subsp. dolomitica (Jakucs) Jakucs
- Jurinea mollis subsp. mollis
- Jurinea mollis subsp. moschata (DC.) Nym.